# Přechodový jev (elektrický obvod)
Přechodový jev je fyzikální děj probíhající v čase mezi dvěma ustálenými stavy. V ustáleném stavu se energie soustavy nemění (popř. se mění periodicky), během přechodového děje dochází k jejím změnám.
Vznik jevu je podmíněn změnami energie v akumulačních prvcích obvodu (kondenzátory a cívky). Tyto změny nemohou proběhnout okamžitě, protože by vyžadovaly zdroj nekonečné energie. Charakter jevu závisí na druhu zapojených akumulačních prvků. Obsahuje-li obvod pouze jeden akumulační prvek obvodu (tj. kromě rezistoru pouze kondenzátor nebo pouze cívku), nemůže dojít k vratné výměně energie a děj probíhá aperiodicky. Pokud však obvod obsahuje oba akumulační prvky, dochází k periodické výměně energie mezi prvky - rezonance. Tyto obvody pak nazýváme oscilátory.

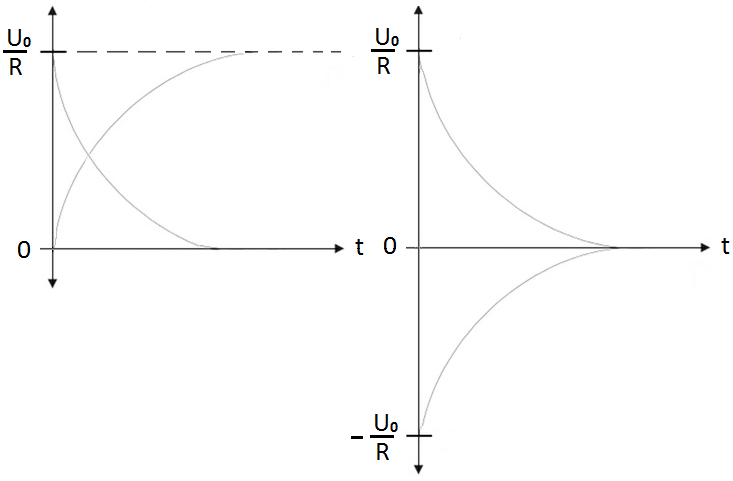
Průběh náběhového (připojení zdroje) resp. doběhového (odpojení zdroje) proudu v RL resp. RC obvodu.

## Přechodové jevy prvního řádu

### RL obvod

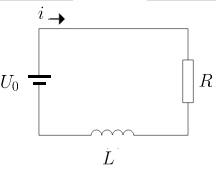
RL obvod

RL obvod je tvořen zdrojem stejnosměrného elektrického napětí a sériovým zapojením ideálního rezistoru a ideální cívky. Po připojení ke zdroji začne obvodem procházet elektrický proud, který na cívce vytvoří magnetické pole, které se bude zvětšovat a na cívce se začne indukovat napětí. Napětí na cívce je zpočátku stejně velké jako napětí zdroje, zatímco napětí na rezistoru je rovno nule. Postupně se však bude napětí na cívce snižovat a na rezistoru zvyšovat až bude obvodem protékat ustálený proud jako řešení rovnice (2.Kirchhoffův zákon):
{\displaystyle L{\frac {di(t)}{dt}}+R\,i(t)=U_{0}\,\,\,\,\,} tj. {\displaystyle i(t)={U_{0} \over R}(1-e^{-{t \over \tau }})\,\,\,\,\,} tj. {\displaystyle i(0)=0\,\,\,\,\,} tj. {\displaystyle i(\infty )={U_{0} \over R}}
a po odpojení zdroje napětí se začne energie magnetického pole cívky měnit v rezistoru na energii tepelnou:
{\displaystyle L{\frac {di(t)}{dt}}+R\,i(t)=0\,\,\,\,\,} tj. {\displaystyle i(t)={U_{0} \over R}e^{-{t \over \tau }}\,\,\,\,\,} tj. {\displaystyle i(0)={U_{0} \over R}\,\,\,\,\,} tj. {\displaystyle i(\infty )=0},
časová konstanta je {\displaystyle \tau ={\frac {L}{R}}}.

### RL obvod (střídavý)

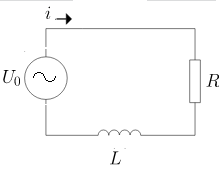
RL obvod (střídavý)

RL obvod je tvořen zdrojem střídavého elektrického napětí a sériovým zapojením ideálního rezistoru a ideální cívky a je modelován rovnicí (2.Kirchhoffův zákon):
{\displaystyle L{\frac {di(t)}{dt}}+R\,i(t)=U_{0}\sin \omega t\,\,\,\,\,} tj. {\displaystyle i(t)={U_{0} \over Z}(e^{-{t \over \tau }}-\cos \omega t)\,\,\,\,\,} tj. {\displaystyle i(0)=0\,\,\,\,\,} tj. {\displaystyle i(\infty )={U_{0} \over Z}\sin(\omega t-{\pi  \over 2})}
kde {\displaystyle Z^{2}=R^{2}+(\omega L)^{2}} a {\displaystyle \omega } představuje úhlovou frekvenci střídavé třífázové sítě ({\displaystyle \tau } viz výše). Uvedené řešení diferenciální rovnice je východiskem výpočtů zkratových poměrů v třífázových elektrizačních soustavách, viz norma ČSN EN 60909-0 ED.2 (333022).

### RC obvod

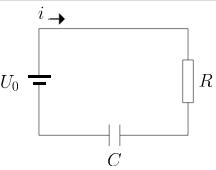
RC obvod

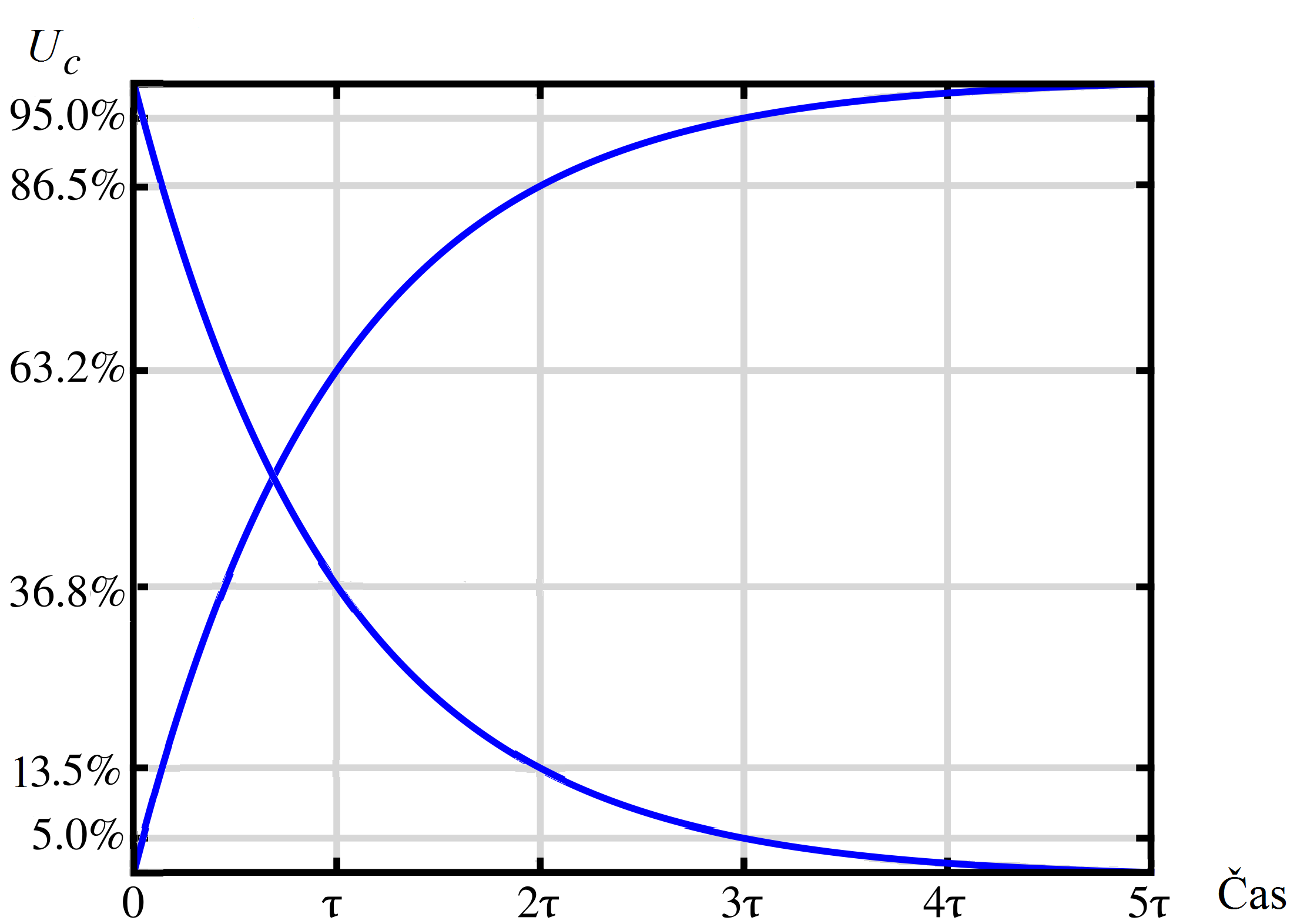
Postupné nabíjení resp. vybíjení kondenzátoru napětím po připojení resp. odpojení zdroje.

RC obvod je tvořen zdrojem stejnosměrného elektrického napětí a sériovým zapojením ideálního rezistoru a ideálního kondenzátoru. Po připojení ke zdroji začne obvodem procházet elektrický proud, který na kondenzátoru vytvoří elektrické pole, které se bude zvětšovat a kondenzátor se začne nabíjet (bude v něm vzrůstat nahromaděný náboj). Napětí na rezistoru je zpočátku stejně velké jako napětí zdroje, zatímco napětí na kondenzátoru je rovno nule. Postupně se však bude napětí na rezistoru snižovat a na kondenzátoru zvyšovat až bude obvodem protékat ustálený proud jako řešení rovnice (2.Kirchhoffův zákon):
{\displaystyle R\,i(t)+{\frac {1}{C}}\int \limits _{0}^{t}i(T)\,dT=U_{0}}.
Tuto rovnici je nutné derivovat podle času t, dostáváme rovnici prvního řádu:
{\displaystyle R{\frac {di(t)}{dt}}+{\frac {1}{C}}i(t)=0\,\,\,\,\,} tj. {\displaystyle i(t)={U_{0} \over R}\,e^{-{t \over \tau }}\,\,\,\,\,} tj. {\displaystyle i(0)={U_{0} \over R}\,\,\,\,\,} tj. {\displaystyle i(\infty )=0}
a po odpojení zdroje napětí se začne energie elektrického pole kondenzátoru měnit v rezistoru na energii tepelnou:
{\displaystyle R{\frac {di(t)}{dt}}+{\frac {1}{C}}i(t)=0\,\,\,\,\,} tj. {\displaystyle i(t)=-{U_{0} \over R}\,e^{-{t \over \tau }}\,\,\,\,\,} tj. {\displaystyle i(0)=-{U_{0} \over R}\,\,\,\,\,} tj. {\displaystyle i(\infty )=0},
kde časová konstanta je {\displaystyle \tau =RC}, tj. za čas {\displaystyle t=\tau } se kondenzátor nabije zhruba na dvě třetiny své kapacity a za čas {\displaystyle t=3\tau } se kondenzátor nabije na 95% své kapacity, kondenzátor pak lze považovat za nabitý. Vybíjení kondenzátoru probíhá reverzně k nabíjení.
Lineární pasivní elektrický RC obvod měnící signál v závislosti na kmitočtu se užívá jako frekvenční filtr, např. horní propust nebo dolní propust.

## Přechodové jevy druhého řádu

### LC obvod

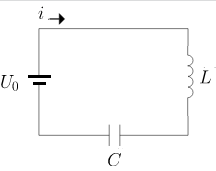
LC obvod

LC obvod je tvořen zdrojem stejnosměrného elektrického napětí a sériovým zapojením ideální cívky a ideálního kondenzátoru a je modelován rovnicí (2.Kirchhoffův zákon):
{\displaystyle L{\frac {di(t)}{dt}}+{\frac {1}{C}}\int \limits _{0}^{t}i(\tau )\,d\tau =U_{0}}.
Tuto rovnici je nutné derivovat podle času t, dostáváme rovnici druhého řádu:
{\displaystyle L{\frac {d^{2}i(t)}{dt^{2}}}+{\frac {1}{C}}i(t)=0\,\,\,\,\,} tj. {\displaystyle i(t)=i(0)\cos \omega _{0}t\,\,\,\,\,} - pro {\displaystyle U_{0}=0}
kde {\displaystyle \omega _{0}={1 \over \surd LC}} představuje rezonanční úhlovou frekvenci netlumeného kmitání.

### RLC obvod

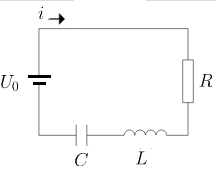
RLC obvod

RLC obvod je tvořen zdrojem stejnosměrného elektrického napětí a sériovým zapojením ideálního rezistoru (odporu), ideální cívky (indukčnosti) a ideálního kondenzátoru (kapacity) a je modelován rovnicí (2.Kirchhoffův zákon):
{\displaystyle L{\frac {di(t)}{dt}}+R\,i(t)+{\frac {1}{C}}\int \limits _{0}^{t}i(\tau )\,d\tau =U_{0}}.
Tuto rovnici je nutné derivovat podle času t, dostáváme rovnici druhého řádu:
{\displaystyle L{\frac {d^{2}i(t)}{dt^{2}}}+R{\frac {di(t)}{dt}}+{\frac {1}{C}}i(t)=0\,\,\,\,\,} tj. {\displaystyle i(t)=i(0)\,e^{-\alpha t}\cos \omega t\,\,\,\,\,} - pro {\displaystyle U_{0}=0} a {\displaystyle R\rightarrow 0}
a kde {\displaystyle \omega ={\sqrt {{1 \over LC}-{\frac {R^{2}}{4L^{2}}}}}={\sqrt {\omega _{0}^{2}-\alpha ^{2}}}} pro {\displaystyle \omega _{0}^{2}>\alpha ^{2}} představuje úhlovou frekvenci tlumeného kmitání.
Charakteristická rovnice výše uvedené homogenní diferenciální rovnice je ve tvaru:
{\displaystyle \lambda ^{2}+{\frac {R}{L}}\lambda +{\frac {1}{LC}}=0\,\,\,\,\,} tj. {\displaystyle \lambda _{1,2}=-{\frac {R}{2L}}\pm {\sqrt {{\frac {R^{2}}{4L^{2}}}-{\frac {1}{LC}}}}}
a pro diskriminant uvedené kvadratické rovnice platí:
{\displaystyle D>0} - řešením jsou dva různé reálné kořeny {\displaystyle \lambda _{1}} a {\displaystyle \lambda _{2}} a děj je aperiodický
{\displaystyle D=0} - řešením jsou dva shodné reálné kořeny {\displaystyle \lambda _{1}=\lambda _{2}} a děj je na mezi periodicity
{\displaystyle D<0} - řešením jsou dva kořeny komplexně sdružené a děj je periodický (viz řešení výše uvedené diferenciální rovnice).

### RLC obvod (střídavý)

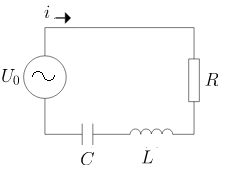
RLC obvod (střídavý)

RLC obvod je tvořen zdrojem střídavého elektrického napětí a sériovým zapojením ideálního rezistoru, ideální cívky a ideálního kondenzátoru a je modelován rovnicí (2.Kirchhoffův zákon):
{\displaystyle L{\frac {di(t)}{dt}}+R\,i(t)+{\frac {1}{C}}\int \limits _{0}^{t}i(\tau )\,d\tau =U_{0}e^{j\omega t}}.
Tuto rovnici je nutné derivovat podle času t, dostáváme rovnici druhého řádu:
{\displaystyle L{\frac {d^{2}i(t)}{dt^{2}}}+R{\frac {di(t)}{dt}}+{\frac {1}{C}}i(t)=j\omega U_{0}e^{j\omega t}}
a kde {\displaystyle \omega } představuje úhlovou frekvenci kmitání střídavého napětí.
Řešení výše uvedené rovnice ve tvaru:
{\displaystyle i(t)=I_{0}e^{j\omega t}\,\,\,\,\,} tj. {\displaystyle {\frac {di(t)}{dt}}=j\omega I_{0}e^{j\omega t}\,\,\,\,\,} tj. {\displaystyle {\frac {d^{2}i(t)}{dt^{2}}}=-\omega ^{2}I_{0}e^{j\omega t}}
dosaďme do výše uvedené rovnice, pak dostaneme:
{\displaystyle (-\omega ^{2}L\,I_{0}+j\omega R\,I_{0}+{\frac {1}{C}}\,I_{0})=j\omega U_{0}\,\,\,\,\,} tj. {\displaystyle I_{0}\,(R+j(\omega L-{\frac {1}{\omega C}}))=U_{0}\,\,\,\,\,} tj. {\displaystyle I_{0}\,Z=U_{0}}.